# Characidium phoxocephalum
Characidium phoxocephalum är en fiskart som beskrevs av Eigenmann 1912. Characidium phoxocephalum ingår i släktet Characidium och familjen Crenuchidae. Inga underarter finns listade i Catalogue of Life.